# Ding (vaso)
Un ding o ting (zh. 鼎T, DǐngP, lett. "Calderone") è un antico vaso (spec. un calderone) cinese munito di piedi e coperchio con due maniglie alla bocca. Si tratta d'una delle più importanti e diffuse tipologie di bronzi rituali cinesi. Erano realizzati in due tipologie: i dǐng veri e propri, rotondi e tripodi, e i 方鼎T, FāngdăngP, lett. "Calderone quadrato", quadrati e quadripodi. Originariamente un manufatto ceramico per cucinare e conservare il cibo, vennero poi fusi in bronzo ed utilizzati per le offerte rituali di cibo a dèi ed antenati.
I primi esempi recuperati sono dǐng in ceramica pre-Shang nel sito di Erlitou ma sono più conosciuti dall'età del bronzo cinese, in particolare dopo che gli Zhou ridimensionarono l'uso cerimoniale della bevanda alcolica huangjiu praticato dai re-stregoni della proto-storica dinastia Shang (c. 1600–1046 a.C.). Sotto la dinastia Zhou (1045–256 a.C.), il dǐng e il privilegio di eseguire i rituali associati divennero uno status symbol. Il numero di dǐng consentiti variava a seconda del rango della nobiltà cinese: i "Nove Dǐng" dei Re di Zhou (zh. 王T, WángP o 國王T, Guó WángP), secondo la leggenda commissionati da re Yu, fondatore della semi-mitica dinastia Xia ( 2195–1675 a.C.) per celebrare la sua suddivisione del regno nelle 九州T, Jiǔ ZhōuP, lett. "Nove province" (i.e. uno dei nomi della Cina) erano il simbolo del loro dominio su tutta la Cina ma furono persi dal primo imperatore, Qin Shi Huang (r. 221–210 a.C.) alla fine del III secolo a.C. Successivamente, l'autorità imperiale fu rappresentata dal Sigillo Cimelio del Regno, scolpito nel sacro Heshibi, che a sua volta fu smarrito durante il periodo di caos politico noto come "Cinque dinastie e dieci regni" (907–960) seguito al crollo dell'ultima, grande dinastia della Cina Antica, i Tang (618–907).

## Funzione, utilizzo e simbologia

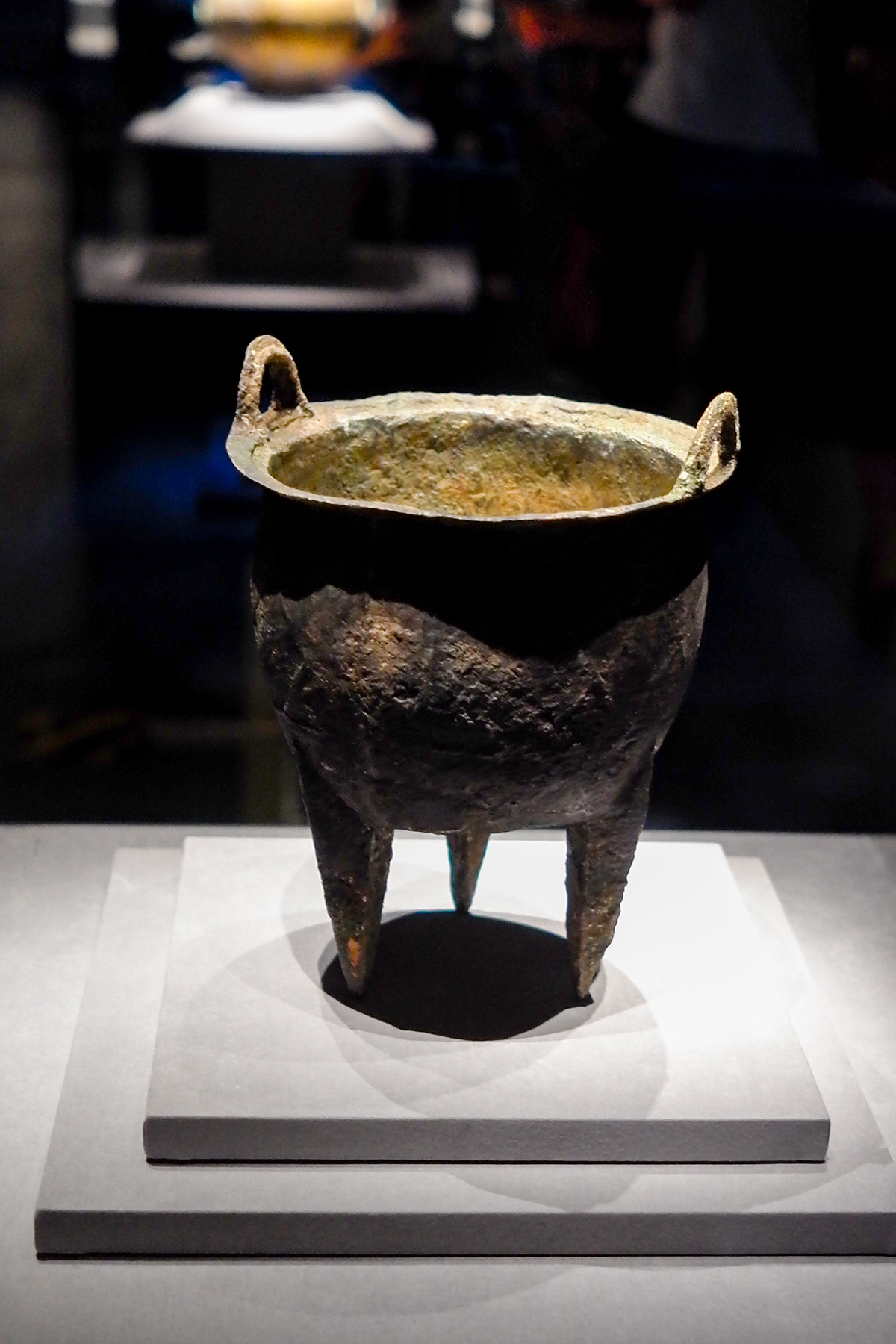
Primitivo dǐng in bronzo della Cultura di Erlitou (2000–1500 a.C.)

All'inizio dell'Età del bronzo cinese, l'uso di vasi per vino e cibo aveva uno scopo religioso. Mentre i dǐng erano i contenitori per il cibo più importanti, i vasi per il vino erano i bronzi rituali più importanti di questo periodo, probabilmente a causa della credenza nello sciamanesimo e nel culto degli antenati. I dǐng erano usati per fare sacrifici rituali, sia umani sia animali, agli antenati. Erano di dimensioni variabili ma generalmente piuttosto grandi, cosa che lascia supporre l'uccisione rituale di animali interi. I sacrifici avevano lo scopo di placare gli antenati a causa della convinzione Shang che gli spiriti avessero la capacità d'influenzare il mondo dei vivi. L'appagamento degli antenati per tramite delle libagioni avrebbe garantito ai viventi la buona sorte.
Durante la prima dinastia Zhou occidentale (1046–771 a.C.), si verificò un cambiamento politico e culturale molto importante. Il re Zhou Wu (r. 1046–1043 a.C.), fondatore della nuova dinastia, credeva che i sovrani della proto-storica dinastia Shang (c. 1600–1046 a.C.) fossero divenuti degli autocrati viziosi ed indegni il cui smodato consumo d'alcol aveva finito con il giocare loro il c.d. "Mandato del cielo", i.e. il loro diritto divino di regnare, portando così alla caduta della dinastia. A causa di questa convinzione, i vasi per il cibo (e il dǐng in particolare) sostituirono per importanza i vasi per il vino nelle funzioni cerimoniali. I vasi di bronzo subirono quella che è stata chiamata la "Rivoluzione rituale". Invece di sacrificare il cibo per compiacere gli antenati, gli Zhou usarono il dǐng per mostrare lo status del defunto sia ai vivi sia agli spiriti. Il dǐng era quindi uno status symbol potentissimo. I Tre riti (zh. 禮經T, 礼经S, LǐjīngP) degli Zhou, uno classici della letteratura cinese, descrivono minuziosamente chi era autorizzato a usare quali tipi di vasi sacrificali e quanto: il Re di Zhou (zh. 王T, WángP o 國王T, Guó WángP) usava 9 dǐng e 8 vasi guǐ; un duca poteva usare 7 dǐng e 6 guǐ; un barone poteva usare 5 dǐng e 3 guǐ; e un visconte poteva usare 3 dǐng e 2 guǐ. I vasi servirono come simboli di autorità per l'élite cinese fino al Periodo degli Stati Combattenti (453–221 a.C.).
Nella storia e nella cultura cinese, il possesso di uno o più dǐng antichi, riconducibili all'epoca Zhou o meglio ancora Shang, prese quindi ad esser sempre più associato alla ricerca o alla detenzione del potere e al dominio terriero. Il simbolismo del dǐng si legò intrinsecamente a quello di potere e l'espressione 問鼎T, wèn dăngP, lett. "Cercare [il] dǐng" è oggi metafora in lingua cinese della ricerca del potere. Il dǐng è anche legato all'ambito semantico dell'alchimia cinese poiché era, ancora in epoca Han, la tipologia di calderone più in uso per la realizzazione dei preparati alchemici quali gli elisir di lunga vita.

## Storia
Come altri bronzi rituali cinesi, il dǐng era originariamente un normale recipiente in ceramica per cucinare, servire e conservare il cibo, in uso presso le Culture neolitiche cinesi: non una forma prototipale, quindi bensì il prodotto ceramico di una società già urbana e socialmente stratificata, che continuarono oltretutto ad essere realizzati ed utilizzati a livello domestico/quotidiano mentre versioni in bronzo venivano realizzate per scopi rituali: es. un vaso di bronzo proveniente da Panlongcheng, nel Hubei, ad es., eredita la sua forma dalla ceramica neolitica. Dall'epoca della dinastia Shang (c. 1600–1046 a.C.), i dǐng fusi in bronzo nacquero già come oggetti rituali di alto valore per l'élite e venivano spesso sepolti nei tomba dei loro proprietari per l'uso nell'aldilà. È questo il periodo a cui risalgono i più antichi esemplari di dǐng bronzei.
Forse i più famosi dǐng dell'Antichità furono i leggendari "Nove Calderoni" che, secondo la leggenda, re Yu, fondatore della semi-mitica dinastia Xia ( 2195–1675 a.C.) da cui gli Shang derivarono il loro potere, avrebbe commissionato per celebrare la sua suddivisione del regno nelle 九州T, Jiǔ ZhōuP, lett. "Nove province" (i.e. uno dei nomi della Cina) ed il cui possesso sarebbe divenuto, nei secoli successivi, legittimante del potere del monarca sulla Cina. Il luogo in cui si trovano i nove dǐng è attualmente sconosciuto, ma si dice che siano andati perduti durante la dinastia Qin (221–206 a.C.), dopo essere passati tra varie dinastie reali e stati feudali.

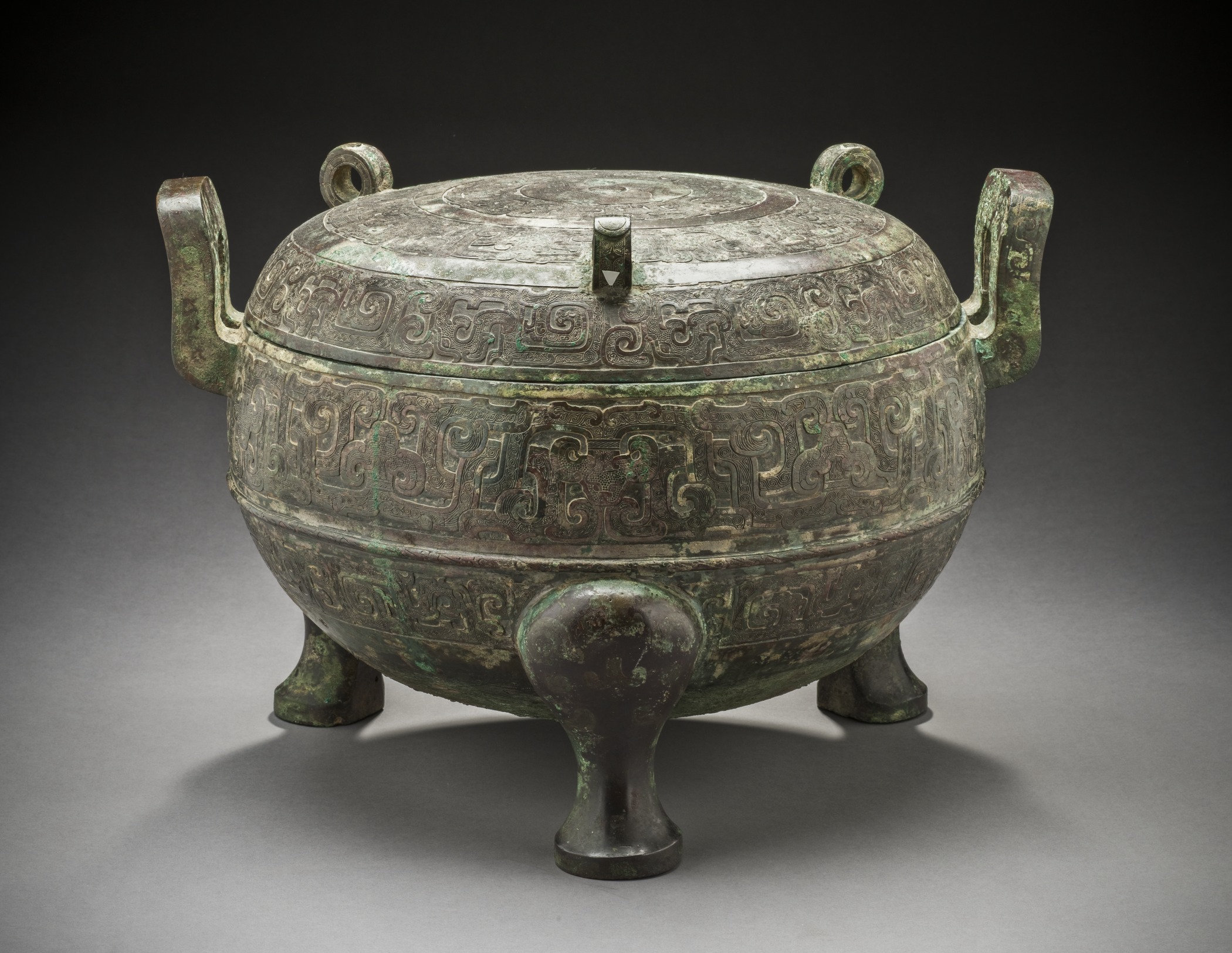
Dǐng dello stato di Jin (nell'attuale Shanxi) del Periodo degli Stati Combattenti.

L'uso rituale dei dǐng principiò, come anticipato, con gli Shang, venne abbracciato e rielaborato dagli Zhou e, per loro tramite, passò alle dinastie successive nei secoli di guerre civili che portarono alla nascita dell'Impero cinese vero e proprio nel 221 a.C. I vasi dǐng rotondi tripodi sono emblematici dei periodi Shang e Zhou occidentale e orientale. I dǐng degli Zhou occidentali si discostavano dall'estetica Shang in termini di gambe stranamente proporzionate che venivano deliberatamente enfatizzate attraverso l'aggiunta di motivi taotie flangiati. In termini di significato nel corso della storia, i vasi di bronzo arrivarono ad assumere un ruolo più politico nelle dinastie successive che nel periodo Shang. Le iscrizioni impresse sui dǐng di questo periodo commemorano eventi politici e registrano doni tra monarchi e sudditi: es. il Da Ke Ding registra un'assegnazione reale a Ke di proprietà reali, che è vista come prova della disgregazione delle proprietà di antiche famiglie e della loro distribuzione a nuove famiglie nella transizione tra diversi periodi di tempo.
Nel tardo periodo Zhou occidentale, serie di dǐng e gui venivano usate per indicare il rango; un signore feudale aveva diritto a nove ding e sei gui, mentre i funzionari minori avevano diritto a un numero minore di navi. Allo stesso modo, i bronzi del tardo Zhou erano spesso molto grandi, suggerendo una corrispondente ricchezza. I primi bronzi Zhou orientali discendevano direttamente da quelli degli Zhou occidentali. In tempi successivi, nel periodo medio degli Stati Combattenti, il dǐng tripode sarebbe una delle forme ceramiche più popolari che imitano i bronzi.
Nella Cina occidentale, in un'area controllata dallo stato di Qin, furono prodotti piccoli vasi tripodi poco profondi. Per questi vasi, gruppi di vasi in ceramica e bronzo sepolti insieme rivelano che i tipi di vasi Zhou occidentali continuarono ad esistere in periodi di tempo diversi. Le tombe di Baoji e Hu Xian, ad esempio, contengono serie di dǐng, tra le altre, poco profonde e con gambe cabriole.
 
Il ruolo dei vasi dǐng nel periodo Zhou continuò, poiché i cimiteri Qin contenevano dǐng funebri distintivi di rango.

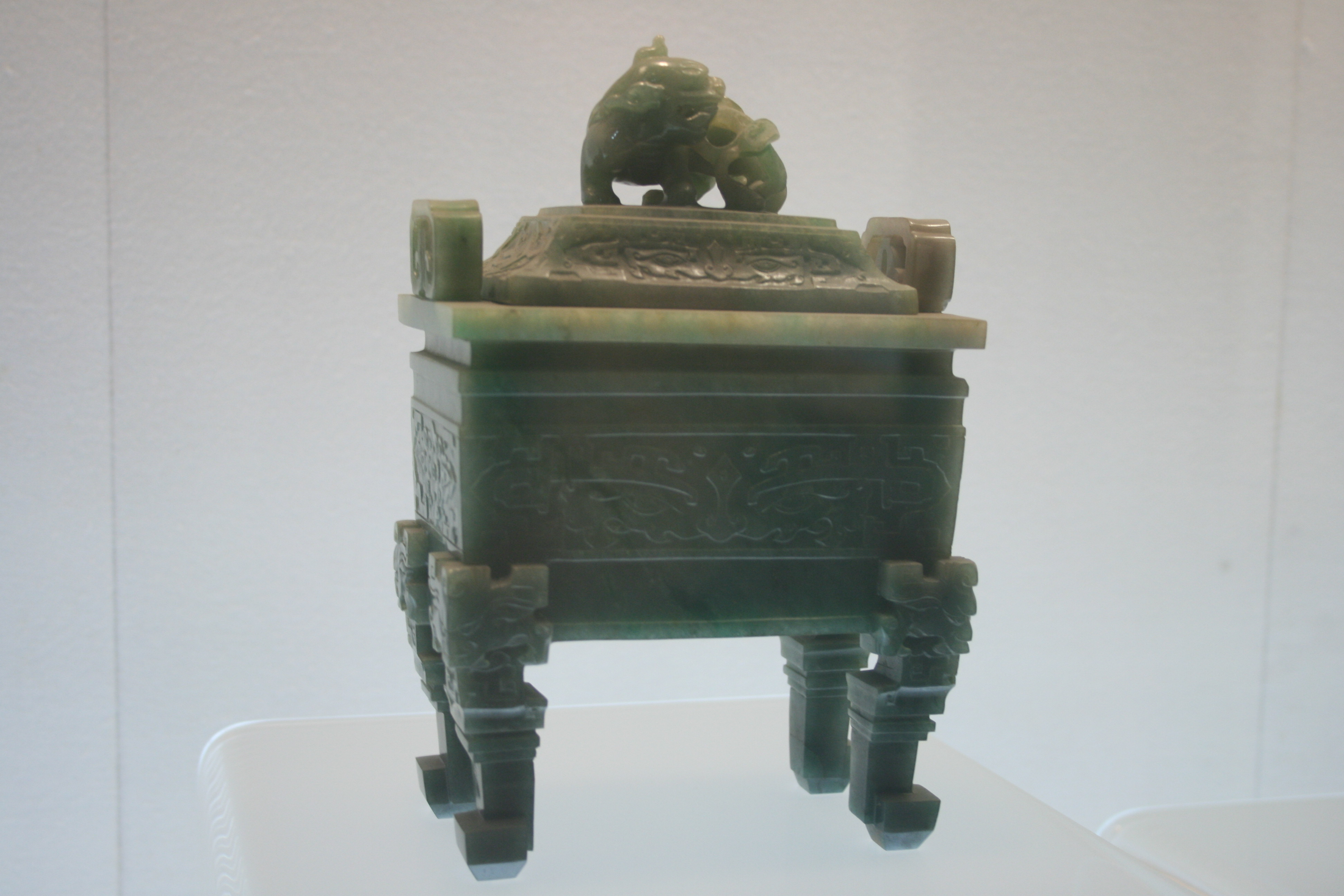
Fāngdăng in giada - dinastia Qing (Museo provinciale dello Jiangsu).

I vasi cerimoniali del tipo fǔ, guǐ e duì, popolari ai tempi degli Zhou, scomparvero durante la dinastia Han (206 a.C.–220 d.C.) che seppe implementare e sviluppare l'effimero impero Qin trasformandolo nell'Impero cinese propriamente detto. Per contro, in quel tempo, i bronzi rituali di tipo dǐng, zhōng, hú e fang furono largamente in uso. Il dǐng era allora una delle forme di vasellame più comuni derivate dal bronzo nella ceramica.
L'apprezzamento, la creazione e la raccolta di bronzi cinesi come opere d'arte e non come oggetti rituali iniziò durante la dinastia Song (960–1279), sotto il cui regno l'élite dominante cinese fu interessata da un forte intento archeologico di riscoperta dei bronzi rituali Shang e Zhou, e raggiunse il suo apice durante la dinastia Qing (1636–1912), al tempo dell'imperatore Qing Qianlong (r. 1735–1796), la cui massiccia collezione è registrata nei cataloghi conosciuti come 西清古鑑T, 西清古鉴S, Xīqīng GǔjiànP, Hsi ch'ing ku chienW (1749–1755) e 西清繼鑑T, Xiqing jijianP che ancora oggi costituiscono la principale linea guida per la classificazione delle varie tipologie. Dall'epoca Song in avanti, le dinastie al comando dell'Impero cinese, fossero esse di effettiva etnia Han (Song o Ming) o mongolo-tungusa (Yuan e Qing), promossero un revival degli antichi bronzi rituali tramite altri medium plastici, es. giada, e quali meri gingilli decorativi.
L'architettura del Museo di Shanghai è fatta in modo da assomigliare ad un dǐng di bronzo.

## Descrizione

### Metallurgia
I primi manufatti in metallo (bronzo) sul territorio dell'attuale Cina datano alla Cultura di Majiayao (3100–2000 a.C.) nella Contea autonoma di Dongxiang (Gansu), Cina del Nord, un territorio che solo a distanza di secoli sarebbe stato interessato da una sinicizzazione vera e propria durante l'espansione dello stato di Qin (778–207 a.C.). La Majiayao, in realtà una delle Culture neolitiche cinesi, importò o ricevette i manufatti bronzei dai popoli non-cinesi della steppa eurasiatica, per es. la Cultura di Afanasevo (Siberia).
La metallurgia indigena del bronzo cominciò invece in Cina, apparentemente in modo autonomo, presso i siti della Cultura di Erlitou (2000–1500 a.C.), vicino Yanshi (Henan), lungo il corso inferiore del Fiume Giallo, secondo alcuni un sito della semi-mitica dinastia Xia e secondo altri della dinastia Shang. Ad Erlitou furono fabbricati i primi utensili e le prime armi cinesi in bronzo. Come valso per altre civiltà antiche (Egitto, Mesopotamia, Indo), gli insediamenti di Erlitou prima e quelli propriamente Shang poi sorsero nelle valli fluviali per necessità correlate all'introduzione dell'agricoltura intensiva. In Cina, tali aree mancavano però di giacimenti minerari e richiedevano l’importazione di materiale metallurgico.
Dall'età del bronzo alla dinastia Han (206 a.C.–220 d.C.), la tecnica principale utilizzata nell'antica Cina per fondere vasi rituali, armi e altri utensili era la fusione in pezzo unico tramite il procedimento che sarebbe poi stato definito "colata in sabbia". In questo processo, un modello del vaso finito, completo di decorazioni, viene realizzato in argilla e lasciato indurire, successivamente viene realizzato un negativo aggiungendo uno strato di argilla bagnata al modello completato e lasciato indurire fino al punto dove può ancora essere tagliato via da esso. Il modello era poi rasato per formare il nucleo che alla fine diventerebbe l'interno vuoto del vaso completato. Nella fase finale, lo strato negativo veniva sostituito attorno al nucleo, questi venivano tenuti separati da piccoli pezzi di bronzo e rame chiamati coroncine finché il bronzo fuso poteva essere versato nell'apertura e riempire lo spazio vuoto tra i due strati. Quando il bronzo si fosse raffreddato, l'argilla si sarebbe staccata dal vaso e il processo sarebbe stato completo.
Una nuova variazione del processo di stampaggio del pezzo è stata proposta come un modo per spiegare le facce asimmetriche sui vasi che, di regola, dovrebbero essere simmetrici. È stato proposto che il decoro non fosse realizzato su un modello e poi trasferito sullo strato esterno dello stampo, ma che il decoro fosse scolpito e costruito sullo strato esterno del guscio come primo passaggio. L'arredamento è stato aggiunto in vari modi. Il primo consisteva semplicemente nel intagliare e incidere delle linee nello strato di stampo di argilla. Il secondo consisteva nell'imprimere o imprimere un'immagine, un'iscrizione o un disegno sull'argilla bagnata. La terza era una tecnica chiamata rivestimento del tubo. In questa tecnica, l'argilla morbida e liquida veniva messa in un sacchetto di pelle e convogliata su una superficie attraverso una sorta di tubo molto sottile fatto di metallo o osso. Questa tecnica sarebbe stata piuttosto impegnativa, poiché era difficile mantenere una pressione costante sul sacco, necessaria per creare linee uniformi; tuttavia, a causa di alcuni tipi di decorazioni, come i motivi a tuono o a penna, questa sarebbe stata la tecnica più probabile utilizzata per creare disegni in bassorilievo in questo processo.

### Impianto decorativo
Stilemi decorativi comuni si rintracciano in tutta la bronzistica rituale cinese e nelle fattispecie nel vasellame: non solo i Dǐng ma anche i 觚T, GūP, i 盤T, Pán P, i 觥T, GōngP e gli 斝T, JiǎP. Probabilmente, la forma di decorazione più frequente, sebbene anche la più intrigante e misteriosa, è il motivo a maschera noto come taotie (zh. 饕餮T, Tāo TièP, T'ao T'iehW): in forma semplice, due semisfere sporgenti su un piano altrimenti anonimo; in forma complessa, volti altamente dettagliati, simili a maschere, con varie caratteristiche animali quali zanne, corna, ecc. Nei dǐng, il taotie appare più spesso sul corpo del calderone ma può figurare anche sulle gambe.
La decorazione tende ad essere utilizzata per riempire lo sfondo della maggior parte dei vasi, a volte coprendone tutto il corpo (v.si Horror vacui), ma in altri casi viene utilizzata solo una singola fascia decorativa taotie poi legata ad un secondo registro decorativo, costituito dal motivo spiraleggiante 雷文T, LéiwénP, lett. "Tuono/Fulmine/Spirale" in rilievo più fitto ma meno marcato e profondo che riempie lo spazio e crea una trama di fondo più leggera, meno opprimente.
Nei secoli successivi, figure di animali tridimensionali completamente formate, come mucche, capre, uccelli, draghi e leoni, furono occasionalmente incluse su vasi di bronzo, specialmente quando, intorno al 550 a.C., il c.d. "Stile animalistico" dei nomadi scito-siberiani, sempre più presenti sul territorio cinese, iniziò ad influenzarne i bronzisti. Alcuni di questi animali avevano una funzione puramente decorativa, mentre altri avevano anche uno scopo funzionale: es. il coperchio di un Li Ding ha tre leoni sdraiati in posizioni rilassate che tengono tra le fauci anelli da utilizzarsi per sollevare il coperchio del recipiente senza scottarsi.
Un ultimo tipo di decorazione, utilizzato nella maggior parte dei vasi, è l'iscrizione. Alcuni grandi bronzi recanti iscrizioni (tra le forme di scrittura più antiche della lingua cinese, precedute solo dalla scrittura sulle ossa) hanno aiutato storici e archeologi a collegare insieme la storia della Cina, specialmente durante il periodo Zhou: i bronzi del periodo Zhou occidentale documentano grandi porzioni di storia non rintracciabili nei testi esistenti, e spesso composti da persone di vario rango/classe sociale.
Le iscrizioni potevano essere utilizzate per identificare il proprietario del pezzo, la sua funzione, possono essere poesie o addirittura delle storie. In un esempio, lo Shi Wang Ding, l'iscrizione fu utilizzata per raccontare la storia per celebrare la quale il dǐng fu realizzato, oltre a esprimere un desiderio per il lignaggio della famiglia che lo possedeva. Il giovane figlio del Gran Capitano, il Capitano Wang, così fece incidere sul vaso:
(Ed. in (EN) Jay Xu, "Shi Wang Ding", in Art Institute of Chicago Museum Studies. Notable Acquisitions at The Art Institute of Chicago, vol. 32, n. 1, 2006,  pp. 30–31 e 95, JSTOR 4104493.)

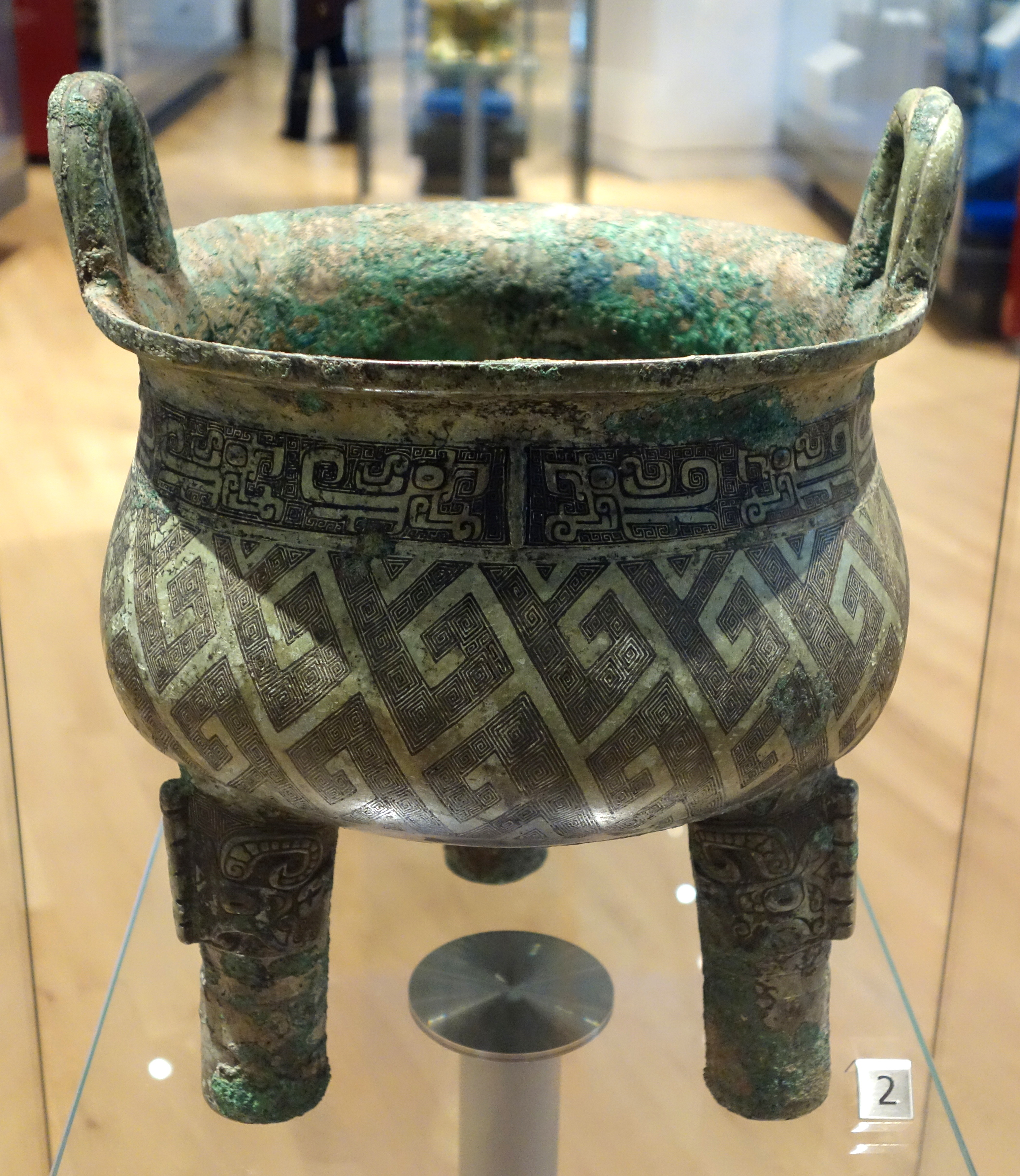
Dǐng con decorazione taotie a fascia - dinastia Shang.
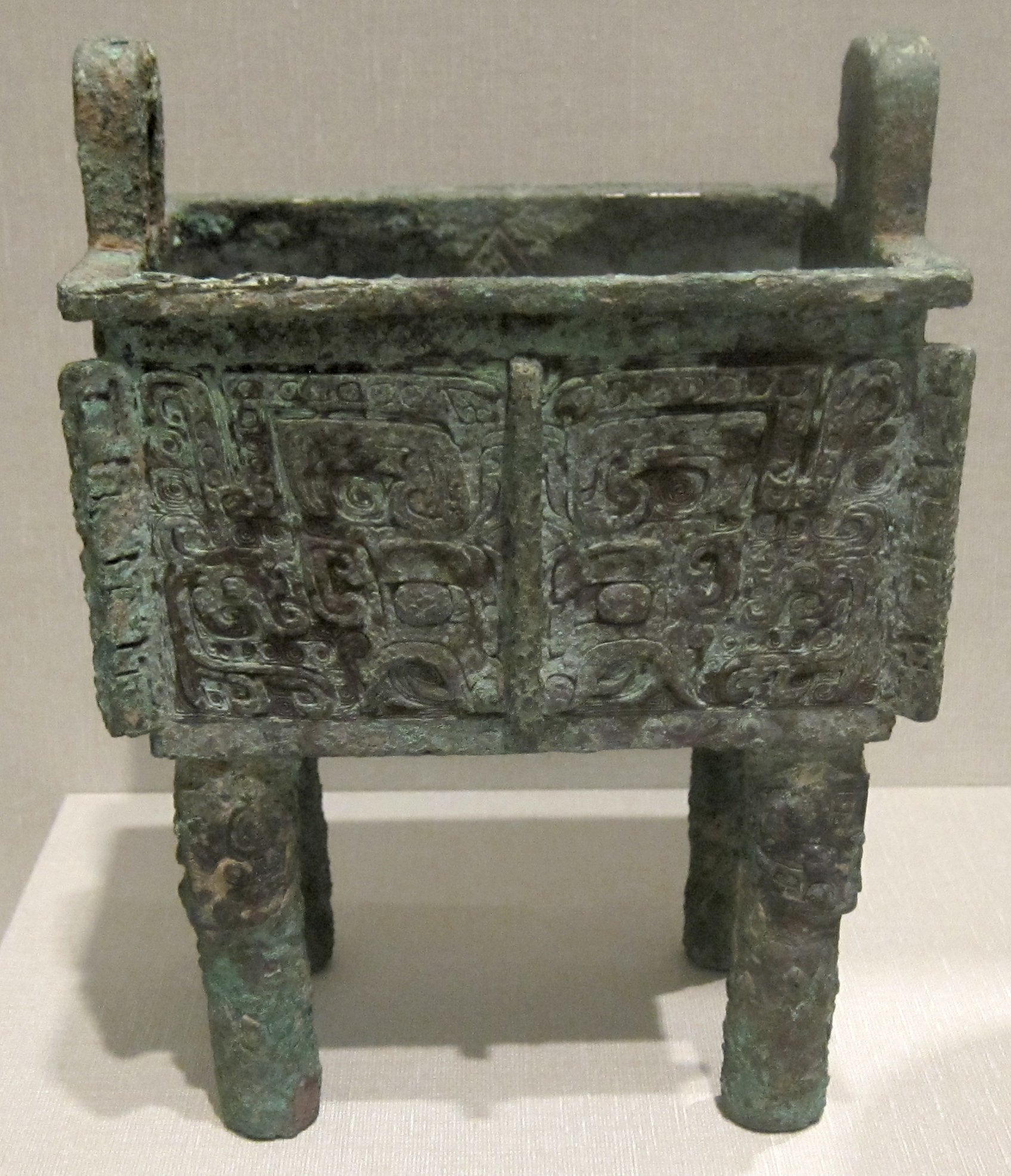
Fāngdăng con decorazione taotie su tutto il bacile - dinastia Shang.
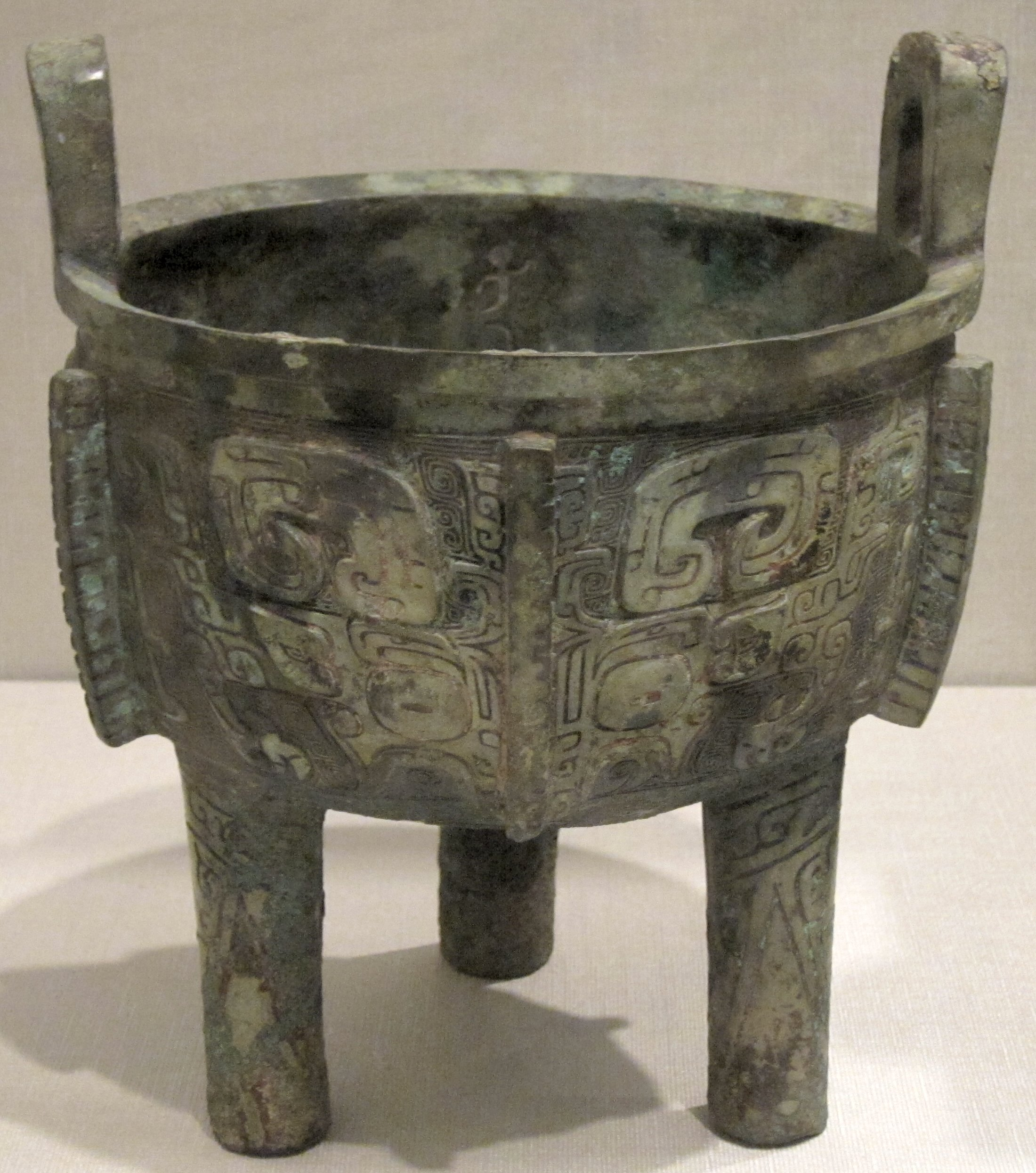
Dǐng con decorazione taotie su tutto il bacile - dinastia Shang.

## Esemplari rimarchevoli
Da He Dǐng
Questo fāngdǐng d'epoca Shang, rinvenuto a Tanheli (Hunan) ed oggi conservato presso il Museo provinciale dello Hunan a Changsha è l'unico esempio noto di dǐng decorato con un realistico volto umano (in altorilievo).
Houmuwu Dǐng
Realizzato per Fu Jing, prima moglie del sopracitato Shang Wu Di, rinvenuto presso il sito Shang di Anyang ed oggi conservato presso il Museo nazionale della Cina a Pechino, con i suoi 832,84 chilogrammi (1 836,1 lb), questo fāngdǐng è il più grande bronzo antico mai ritrovato, nonché un pezzo unico nel suo genere.
Máo gōng Dǐng
Commissionato da Lord Yin di Mao per il re Zhou Xuan, rinvenuto nella contea di Qishan ed oggi conservato presso il National Palace Museum di Taipei, questo classico dǐng sferico tripode contiene la più lunga iscrizione cinese su bronzo: 500 caratteri su 32 linee.

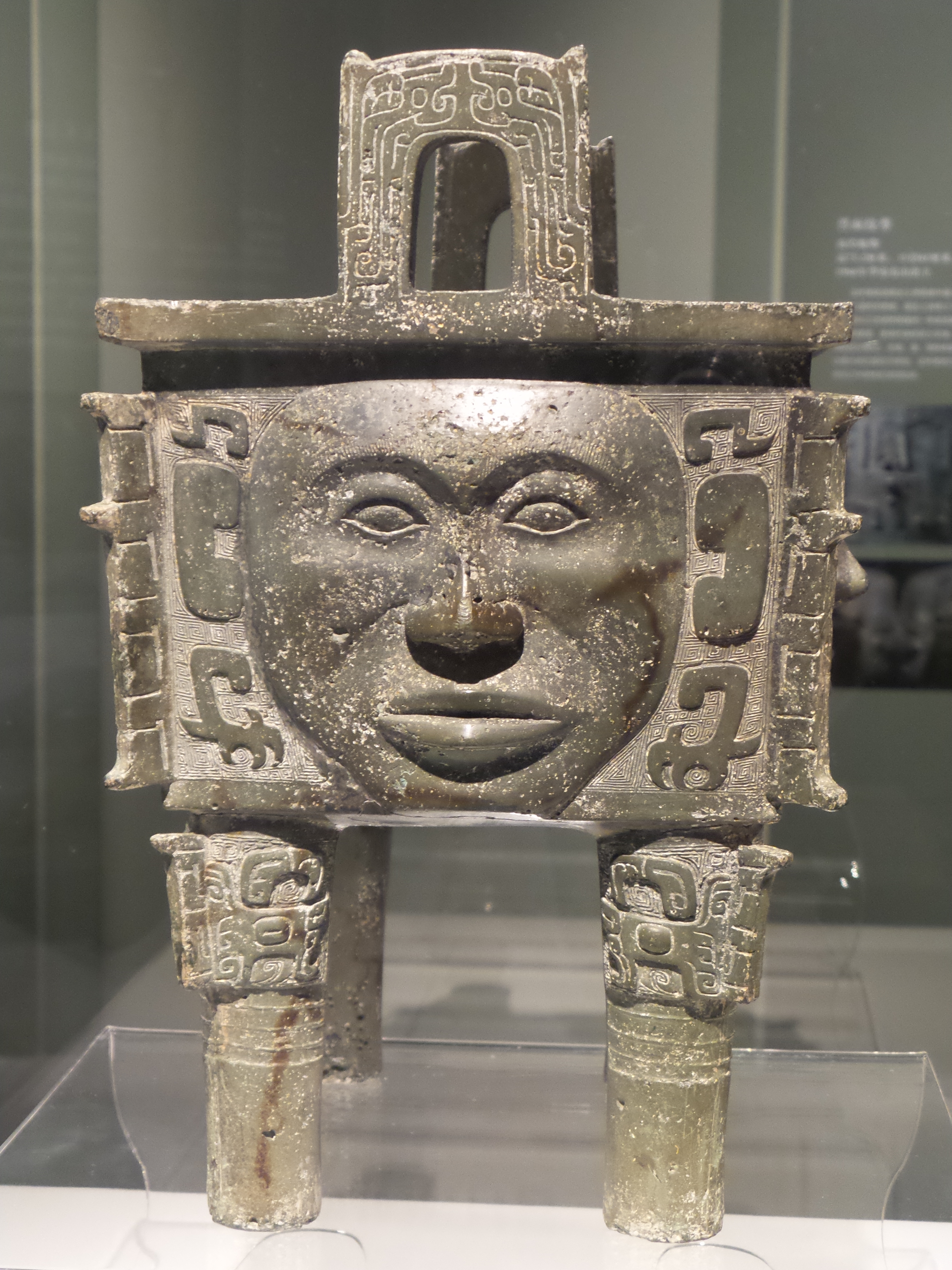
Da He Dǐng (Museo provinciale dello Hunan)
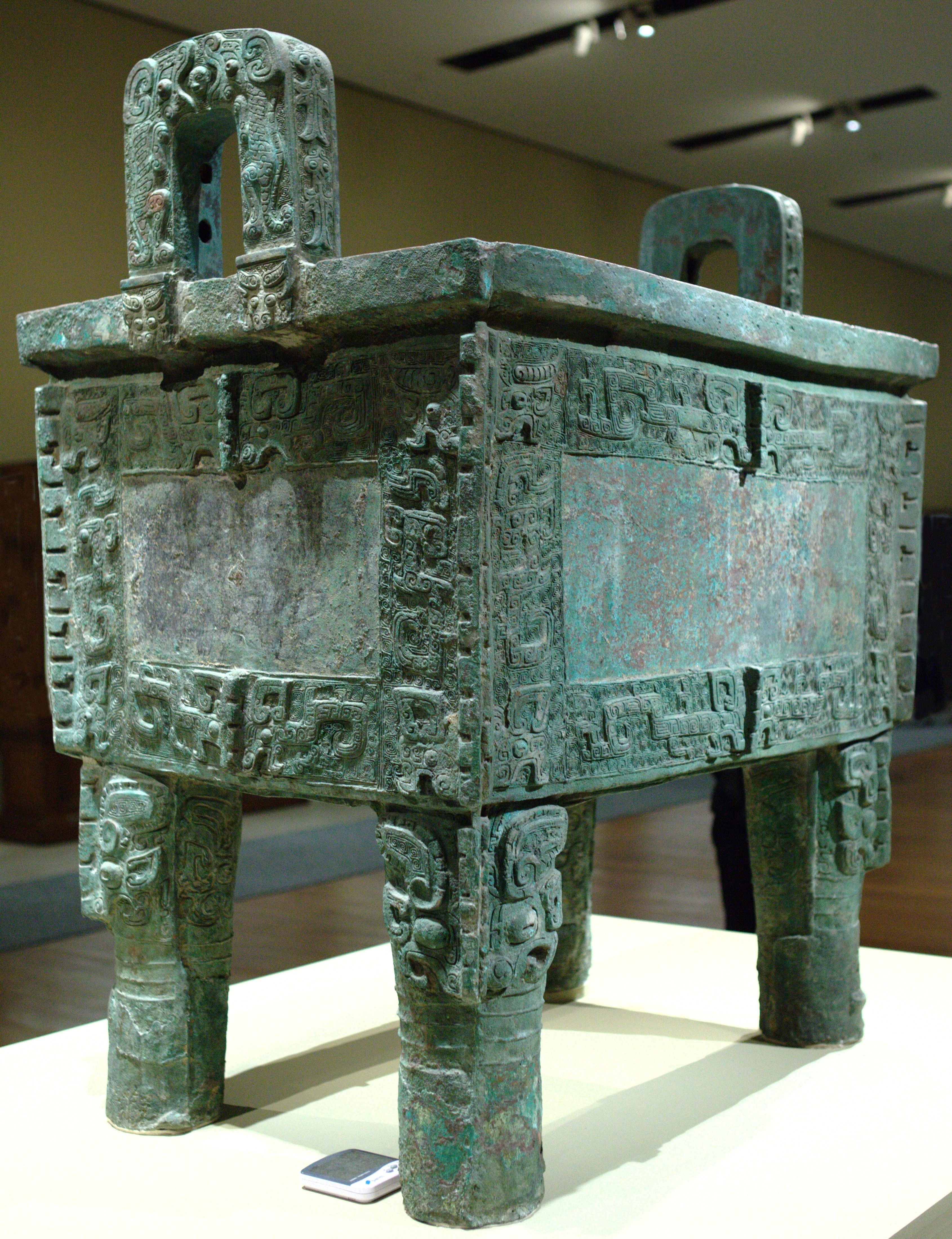
Houmuwu Dǐng (Museo nazionale della Cina).
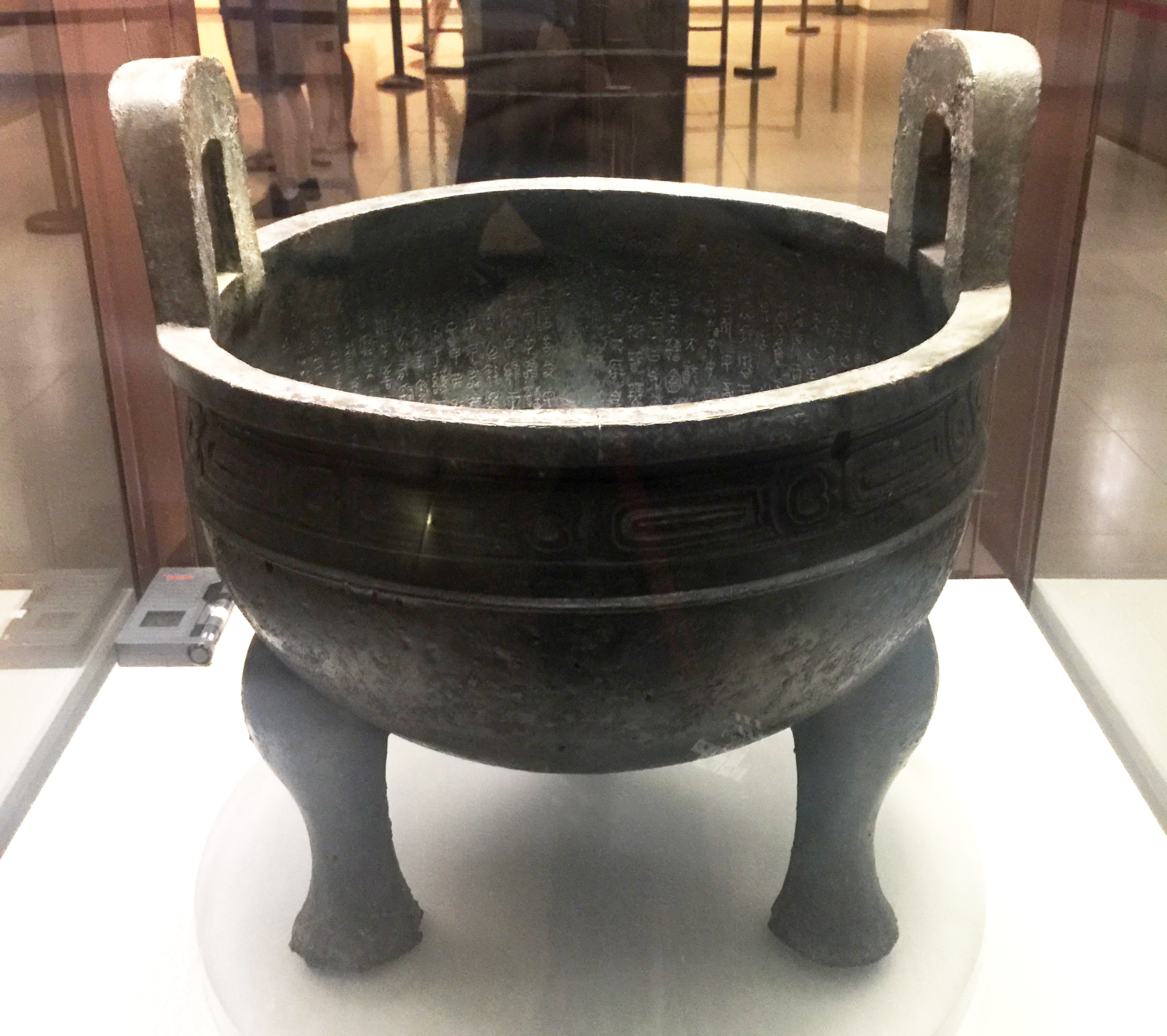
Máo gōng Dǐng (National Palace Museum - Taipei)

### Esplicative
1. ↑  (EN) Jessica Rawson, China and the steppe: reception and resistance, in Antiquity, vol. 91, 2017,  pp. 375-388, DOI:10.15184/aqy.2016.276.
«Lo sviluppo di diverse tecnologie chiave in Cina - metallurgia del bronzo e del ferro e carri trainati da cavalli - nacque dalle relazioni della Cina centrale, del periodo Erlitou (1700-1500 a.C. circa), degli Shang (1500-1046 a.C. circa) e delle dinastie Zhou (1046–771 a.C.), con i loro vicini nella steppa. Gli intermediari in questi scambi erano gruppi disparati in un'ampia area di confine di terre relativamente elevate intorno al cuore della Cina, le pianure centrali. Le società della Cina centrale erano già così avanzate che, quando furono adottate queste innovazioni straniere, si trasformarono all’interno di sistemi sociali e culturali altamente organizzati.»
2. ↑  (EN) Mei Jianjun, Cultural Interaction between China and Central Asia during the Bronze Age (PDF), in Proceedings of the British Academy, vol. 121, 2003,  pp. 1-39.
«[...] l'argomentazione per un possibile contatto Afanasievo-Xinjiang basata sui ritrovamenti nel cimitero di Gumugou nel bordo nord-orientale del bacino del Tarim sembrerebbe ragionevole e deve essere mantenuta aperta per futuri ritrovamenti archeologici. In altre parole, la possibilità della dispersione della prima metallurgia basata sul rame dalla steppa eurasiatica allo Xinjiang e più a est fino al Gansu non può essere esclusa al momento e dovrà essere presa in considerazione quando saranno disponibili ulteriori prove archeologiche..»

### Bibliografiche
1. ↑  Fong 1980, p. 2.
2. 1 2  (EN) Jianming Chen, Jay Xu e Fu Juliang, Along the Yangzi River: Regional Culture of the Bronze Age from Hunan, New York, Art Media Resources, Ltd., 2011,  pp. 23-24, ISBN 978-0-9774054-6-6.
3. 1 2  (EN) Thomas Lawton, Chinese Art of the Warring States Period: Change and Continuity 480-222 B.C., Smithsonian Institution Press, 1982,  p. 23, ISBN 978-0-934686-39-6.
4. 1 2 3  (EN) Art: The Great Bronze Age of China, su afe.easia.columbia.edu, 24 febbraio 2007. URL consultato il 20 settembre 2017 (archiviato dall'url originale il 24 febbraio 2007).
5. 1 2  (EN) Greg Woolf, Ancient civilizations: the illustrated guide to belief, mythology, and art, Barnes & Noble, 2007,  p. 210, ISBN 978-1-4351-0121-0.
6. 1 2   Food for Thought: Archeological Findings Point to Chinese Dietary Culture (archiviato dall'url originale il 4 febbraio 2007).
7. ↑  Fong 1980, p. 8.
8. ↑  Allan 1991, pp. 144-145.
9. 1 2 3  Fong 1980, p. 14.
10. ↑  Fong 1980, p. 12.
11. 1 2  (EN) Julia M. White e Emma C. Bunker, Adornment for Eternity : Status and Rank in Chinese Ornament, Denver Art Museum in Association with the Woods Pub, 1994.
12. ↑  Rawson 1987, p. 11.
13. ↑  Bagley 1999, p. 145.
14. ↑  (EN) A Brief Introduction of the Campaign of Awarding, su ding.org.cn, 5 febbraio 2007. URL consultato il 19 settembre 2023 (archiviato dall'url originale il 5 febbraio 2007).
15. ↑  Rawson 1987, p. 97.
16. ↑  (EN) Xiaoneng Yang (a cura di), The Golden Age of Chinese Archaeology: Celebrated Discoveries from the People's Republic of China, Washington, D.C., National Gallery of Art, 1999,  p. 164.
17. ↑  Delbanco 1983, p. 102.
18. 1 2  Rawson 1987, p. 35.
19. ↑  Shaughnessy 1999, p. 328.
20. ↑  Rawson 1987, p. 41.
21. ↑  Rawson 1999, p. 440.
22. ↑  Rawson 1987, p. 47.
23. ↑  (EN) Michael Sullivan, The Arts of China, Berkeley, University of California Press, 2008,  p. 56.
24. ↑  Rawson 1987, p. 85.
25. ↑  Falkenhausen 1999, p. 489.
26. ↑  (EN) Zongshu Wang, Han Civilization, Yale University Press, 1982,  pp. 102 e 142.
27. ↑  (EN) Julius Thomas Fraser e Francis C. Haber, Time, Science, and Society in China and the West, Amherst, University of Massachusetts Press, 1986,  p. 227, ISBN 0-87023-495-1.
28. ↑  (EN) John King Fairbank e Merle Goldman, China: A New History, 2. ed. ampliata, Cambridge [e] Londra, The Belknap Press of Harvard University Press, 2006  [1992],  p. 33, ISBN 0-674-01828-1.
29. ↑  (EN) Gerald Holzworth, China: The Three Emperors 1662–1795, The Royal Academy of Arts, 2005. URL consultato il 5 luglio 2024 (archiviato dall'url originale il 12 dicembre 2005).
30. 1 2   Innocenzo Vigoroso, La fusione in bronzo attraverso i secoli, Edizioni grafiche Manfredi, 1998,  pp. 17-20.
31. ↑  (EN) Yunxiang Bai, A Discussion on Early Metals and the Origins of Bronze Casting in China (PDF), in Chinese Archaeology, vol. 3, 2003,  pp. 157-165, DOI:10.1515/char.2003.3.1.157.
32. 1 2  (EN) Liu L, The Chinese neolithic: trajectories to early states[collegamento interrotto], Cambridge, Cambridge University Press, 2004, ISBN 0-521-81184-8.
33. ↑  Chang 1982, p. 1.
34. ↑  (EN) Allan S, Erlitou and the Formation of Chinese Civilization: Toward a New Paradigm, in The Journal of Asian Studies, vol. 66, n. 2, Cambridge University Press, maggio 2007,  pp. 461-496, DOI:10.1017/S002191180700054X.
35. ↑  (EN) Liu L e Xu H, Rethinking Erlitou: legend, history and Chinese archaeology, in Antiquity, vol. 81, n. 314, 2007,  pp. 886-901, DOI:10.1017/S0003598X00095983. URL consultato il 2009.
36. ↑  Chang 1982, pp. 1 e 6-7.
37. 1 2  (EN) Wilma Fairbank, Piece-Mold Craftsmanship and Shang Bronze Design, in Archives of the Chinese Art Society of America, vol. 16, 1962,  pp. 9-13, JSTOR 20067039.
38. ↑  Nickel 2006, p. 33.
39. 1 2  Nickel 2006, pp. 6-7.
40. ↑  Nickel 2006, p. 14.
41. ↑  Nickel 2006, p. 32.
42. ↑  Nickel 2006, pp. 15-16.
43. ↑  Delbanco 1983, pp. 72-75.
44. ↑  Delbanco 1983, pp. 102-107.
45. ↑  Delbanco 1983, pp. 132-133.
46. ↑  Béguin e Chengyuan 1998, p. 139.
47. ↑  Delbanco 1983, p. 140.
48. ↑  (EN) Qiu Xigui, Chinese Writing, traduzione di Gilbert Mattos e Jerry Norman, Early China Special Monograph Series, n. 4, Berkeley, The Society for the Study of Early China and the Institute of East Asian Studies, University of California, Berkeley, 2000, ISBN 1-55729-071-7.
49. ↑  Shaughnessy 1992, pp. xv–xvi.
50. ↑  (ZH) 商大禾人面纹方鼎——禁止出国（境）展览文物, su kaogu.cn, Istituto di archeologica, Accademia cinese delle scienze sociali, 5 dicembre 2014.
51. ↑  (ZH) 大禾人面纹方鼎, su hnmuseum.com, Museo provinciale dello Hunan.
52. ↑  Li 2011, pp. 28-30.
53. ↑  (EN) The Bell and Cauldron Inscriptions-A Feast of Chinese Characters: the Origin and Development_Mao Gong Ding, su National Palace Museum, 5 febbraio 2010. URL consultato il 18 aprile 2020 (archiviato dall'url originale il 27 luglio 2020).

### Fonti
- (ZH) 考工記T, 考工记S, Kao Gong JiP, lett. "Registrazione d'una recensione di [varie] opere", V-III secolo a.C..
- (ZH) 西清古鑑T, 西清古鉴S, Xīqīng GǔjiànP, Hsi ch'ing ku chienW, Catalogo dei bronzi rituali della Collezione Imperiale Qing, 1749–1755.

### Studi
Specifici
- (EN) Robert W. Bagley, Shang Ritual Bronzes in the Arthur M. Sackler Collections, Harvard University Press, 1987, ISBN 0-674-80525-9.
- (FR) Gilles Béguin e Ma Chengyuan, Rites et festins de la Chine antique : Bronzes du musée de Shanghai, Parigi, Findakly, 1998, ISBN 2-87900-365-2.
- (FR) Olivier de Bernon, Trésors de la Chine ancienne : Bronzes rituels de la collection Meiyintang, Parigi, Musée des arts asiatiques Guimet. Mare & Martin, Marie-Catherine Rey, 2013, ISBN 979-10-92054-16-3.
- Mario Bussagli, Bronzi cinesi, Elite, Fratelli Fabbri Editori, 1966.
- (FR) Catherine Delacour, De bronze d’or et d’argent : Arts somptuaires de la Chine, Parigi, Réunion des musées nationaux, 2001, ISBN 2-7118-4108-1.
- (EN) Dawn Ho Delbanco, Art From Ritual: Ancient Chinese Bronze Vessels from the Arthur M. Sackler Collections, Washington D.C., The Arthur M. Sackler Foundation, 1983, ISBN 0-916724-54-9.
- (EN) Eleanor von Erdberg, Ancient Chinese Bronzes: Terminology and Iconology, Siebenberg-Verlag, 1993.
- (EN) Wen Fong (a cura di), Great Bronze Age of China, New York, Alfred A. Knopf, Metropolitan Museum of Art, 1980, ISBN 978-0-87099-226-1.
- (EN) Max Loehr, The Bronze Styles of the Anyang Period (1300–1028 B.C.), in Archives of the Chinese Art Society of America, vol. 7, 1953,  pp. 42-53, JSTOR 20066953.
- (EN) Lukas Nickel, Imperfect Symmetry: Re-Thinking Bronze Casting Technology in Ancient China, in Artibus Asiae, vol. 66, n. 1, 2006, JSTOR 25261842.
- (EN) Jessica Rawson, Chinese Bronzes: Art and Ritual, Londra, British Museum, 1987.
- (EN) Yu Sing e Caron Smith, Ringing Thunder- Tomb Treasures from Ancient China, San Diego Museum of Art, 1999, ISBN 0-937108-24-3.
- (EN) Yan Sun, Bronze vessels: style, assemblages, and innovations of the Western Zhou period, in Childs-Johnson 2020, pp. 451-470, 2020.

Consultazione - Arte cinese
- (EN) Sarah Allan, The Shape of the Turtle: Myth, Art, and Cosmos in Early China, State University of New York Press, 1991, ISBN 978-0-7914-9449-3.
- (EN) Jessica Rawson (a cura di), The British Museum Book of Chinese Art, 2. ed. ill., British Museum Press, 2007, ISBN 978-0-7141-2446-9.

Consultazione - Archeologia
- (EN) Robert Bagley, 3. Shang archaeology, in Loewe e Shaughnessy 1999, pp. 124-231, 1999.
- (FR) Danielle Elisseeff, Art et archéologie : la Chine du néolithique à la fin des Cinq Dynasties (960 de notre ère), Manuels de l'École du Louvre, Parigi, École du Louvre, 2008, ISBN 978-2-7118-5269-7.
- (EN) K.C. Chang, Studies of Shang Archaeology, Yale University Press, 1982.
- (EN) Elizabeth Childs-Johnson (a cura di), The Oxford Handbook of Early China, Oxford University Press, 2020, DOI:10.1093/oxfordhb/9780199328369.013.21, ISBN 978-0-19-932836-9.
- (EN) Lothar von Falkenhausen, 7. The Waning of the Bronze Age: Material Culture and Social Developments, 770–481 B.C., in Loewe e Shaughnessy 1999, pp. 450-544, 1999.
- (EN) Song Li, Chinese Bronze Ware, Cambridge University Press, 2011,  pp. 28-30, ISBN 978-0-521-18685-8.
- (EN) Michael Loewe e Edward L. Shaughnessy (a cura di), The Cambridge History of Ancient China : From the Origins of Civilization to 221 BC, The Cambridge History of China, Cambridge University Press, 1999, ISBN 978-0-521-47030-8.
- (EN) Peng Peng, Metalworking in Bronze Age China: The Lost-Wax Process, Cambria Press, 2020, ISBN 978-1-60497-962-6.
- (EN) Jessica Rawson, 6. Western Zhou archaeology, in Loewe e Shaughnessy 1999, pp. 352-449, 1999.
- (EN) Edward L. Shaughnessy, Sources of Western Zhou History: Inscribed Bronze Vessels, University of California Press, 1992, ISBN 978-0-520-07028-8.
- (EN) Edward L. Shaughnessy, 5. Western Zhou History, in Loewe e Shaughnessy 1999, pp. 292-351, 1999.